# مت دیکین
مت دیکین (انگلیسی: Matt Deakin؛ زادهٔ ۲۰ مه ۱۹۸۰) قایقران روئینگ اهل ایالات متحده آمریکا است.
وی در مسابقات کشوری و بین‌المللی در مجموع برندهٔ ۳ مدال طلا، ۱ مدال برنز شده‌است.